# The Secret (film, 1979)
Pour les articles homonymes, voir Secret (homonymie).
Pour plus de détails, voir Fiche technique et Distribution.
The Secret (瘋劫, Fung gip) est un film hongkongais réalisé par Ann Hui, sorti en 1979.

## Synopsis
Deux corps mutilés sont découverts dans une forêt et une enquête de police est lancée.

## Fiche technique
- Titre : The Secret
- Titre original : 瘋劫, Fung gip
- Réalisation : Ann Hui
- Scénario : Joyce Chan
- Pays d'origine : Hong Kong
- Format : Couleurs - Mono - 35 mm
- Genre : Thriller, drame
- Durée : 85 minutes
- Date de sortie : 1979

## Distribution
- Sylvia Chang : Lin Jeng-ming
- Angie Chiu : Li Yuen
- Norman Chu : Ah Saw
- Lee Hoi-sook : Mui Siu-kei
- Chung Kwan
- Lai Siu-fong : Cheung Dai Ma
- George Lam : docteur à l'hopital
- Law Ho-hai : Kwan Yin
- Leung Suk-hing : mère de Ah Saw
- Li Zhuozhuo : grand-mère
- Lo Kwok-hung
- Alex Man : Yuen Si-cheuk
- Tung Ng : oncle Kung
- Kenneth Tsang : policier